# 거제 둔덕기성
거제 둔덕기성(巨濟 屯德岐城, 영어: Dundeokgiseong Fortress, Geoje)은 대한민국 경상남도 거제시 둔덕면에 있는 해발 326m의 우봉산에 위치한 성곽이다.

## 연혁
1974년 2월 16일 경상남도의 기념물로 지정되었다. 
2010년 8월 24일 사적으로 승격 지정되었다.
7세기 신라시대 축조수법을 알려 주는 중요한 유적이며, 삼국시대에 처음 쌓았으며, 고려시대 보수된 성벽 등은 축성법의 변화를 연구하는데 학술적으로 중요한 가치를 지닌 성이다. 2012년 거제시는 둔덕기성의 일부를 복원하는 1차 정비사업을 마무리하였다.

## 현지 안내문
둔덕기성(屯德岐城)은 7세기 신라시대 축조수법을 알려 주는 중요한 유적으로, 우리나라에서 보기 드문 현문식(懸門式) 구조인 동문지(東門址)와 삼국시대 초축(初築)되고 고려시대 수축(修築)된 성벽 등은 축성법의 변화를 연구하는데 학술적으로 중요한 자료이다.
또한, 이 유적에서 인화문토기, ‘상사리(裳四里)’ 명문기와, 청자접시 등 다양한 유물이 출토됨에 따라 신라 문무왕대 설치된 상군(裳郡) 및 경덕왕대 거제군의 치소성(治所城)으로 추정되며, 고려사와 신증동국여지승람 등 문헌에 따르면 고려 의종이 3년간 거제도에 유배됐고, 조선 초 고려 왕족들이 유배된 장소로도 기록되어 있는 등 역사성을 지니고 있다.

## 흔적

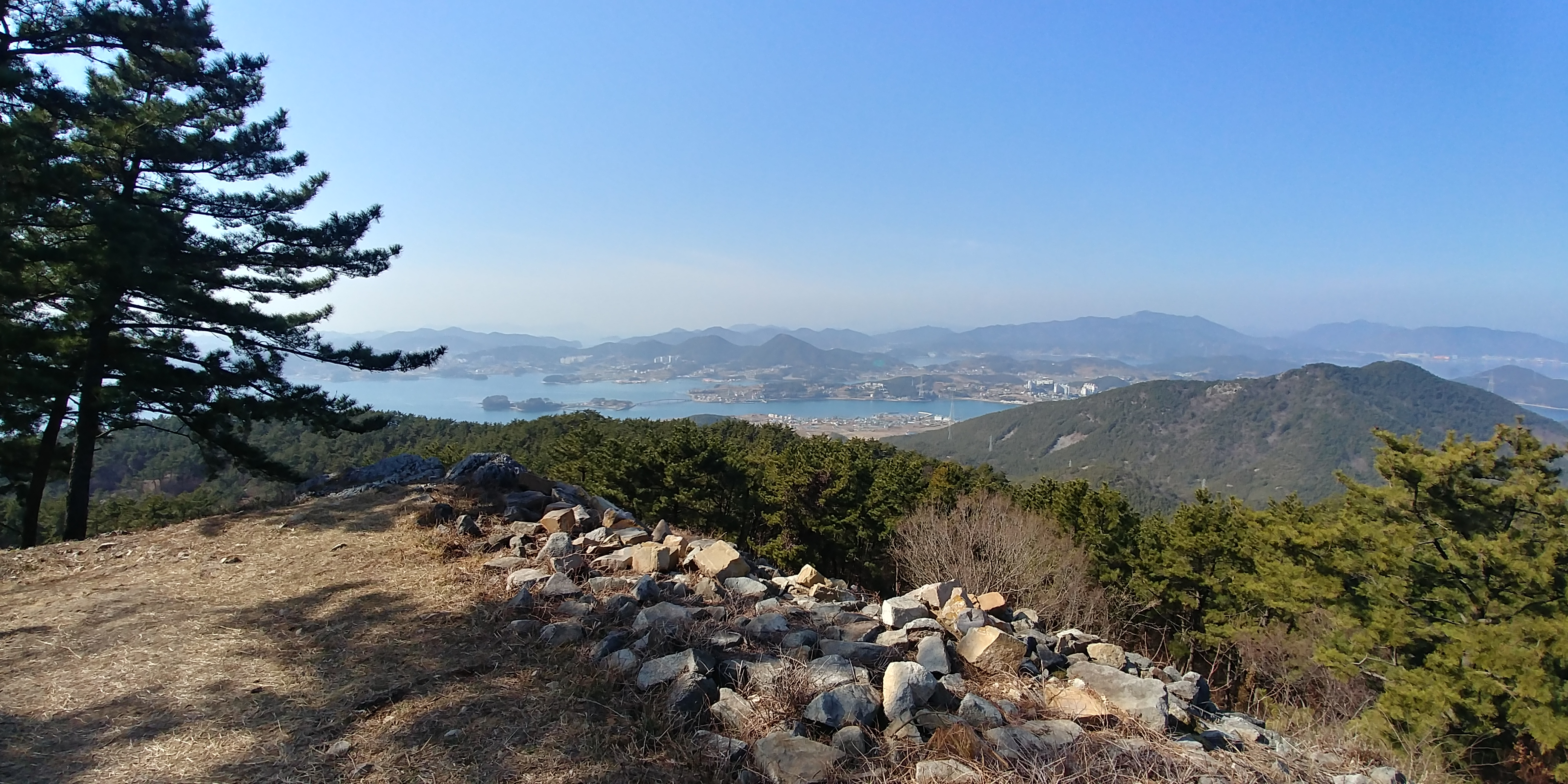
통영과 견내량이 내려다 보이는 전망대 파노라마.

## 사진

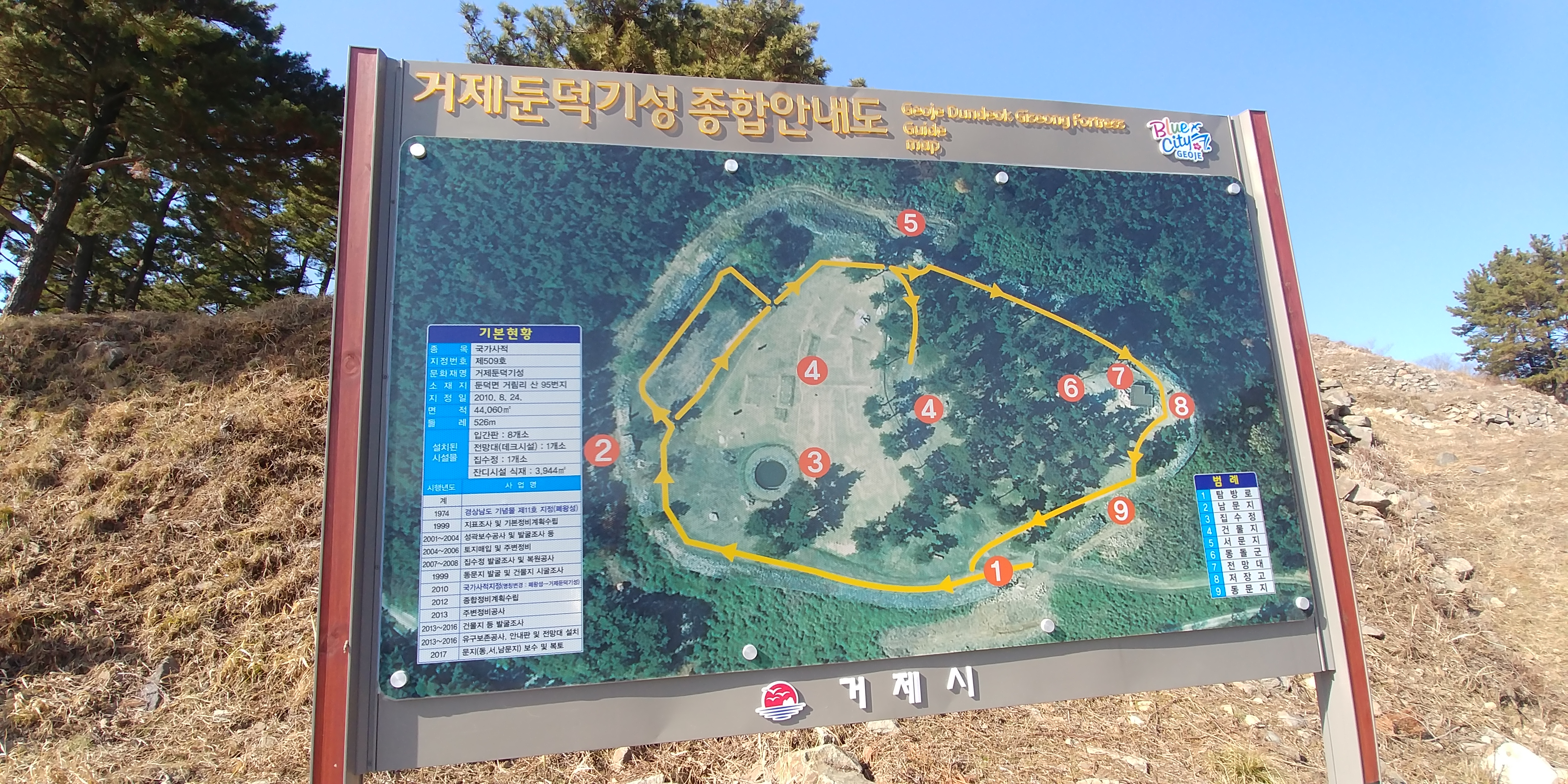
둔덕기성 안내판
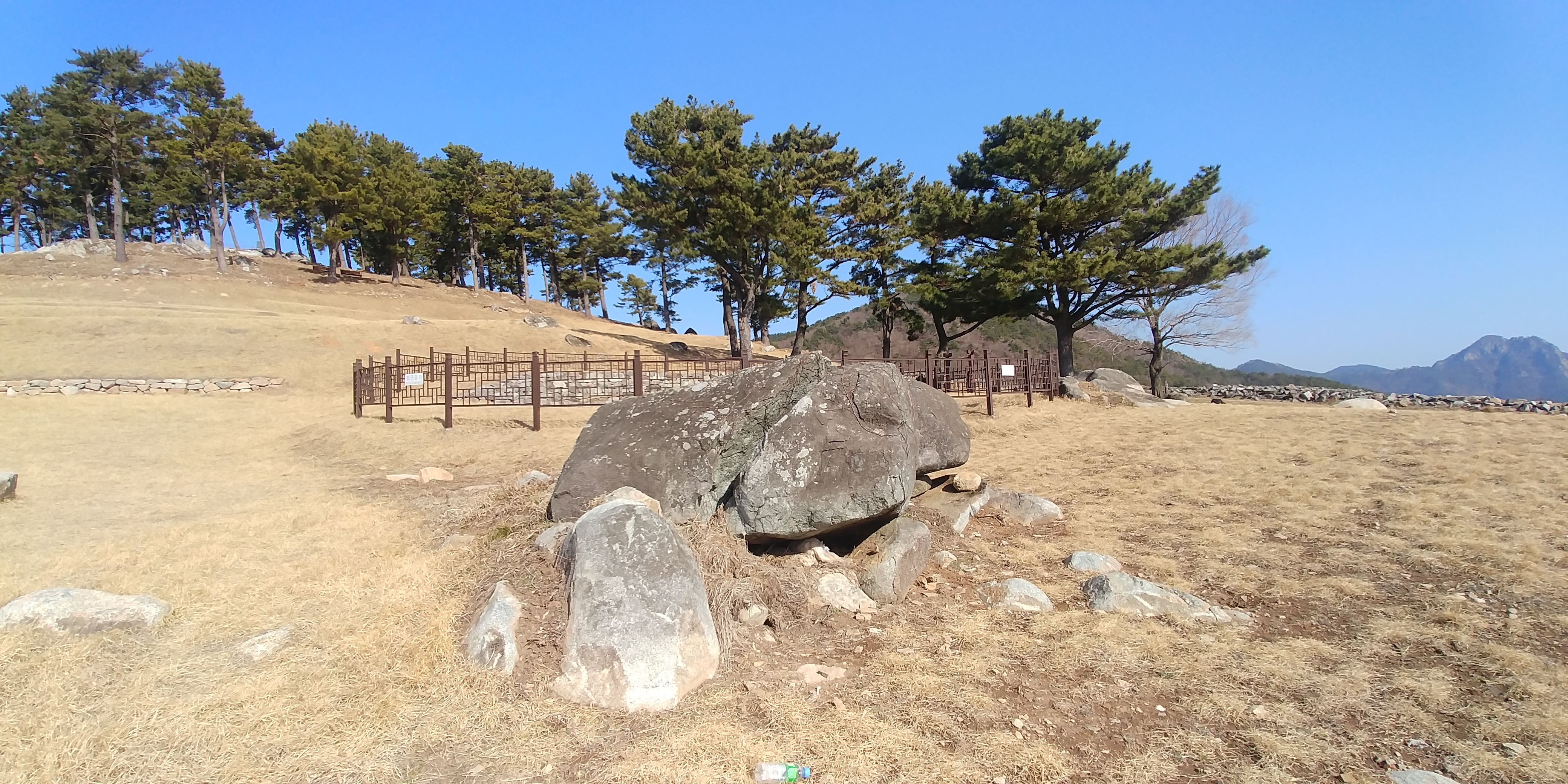
연지 근처의 바윗돌
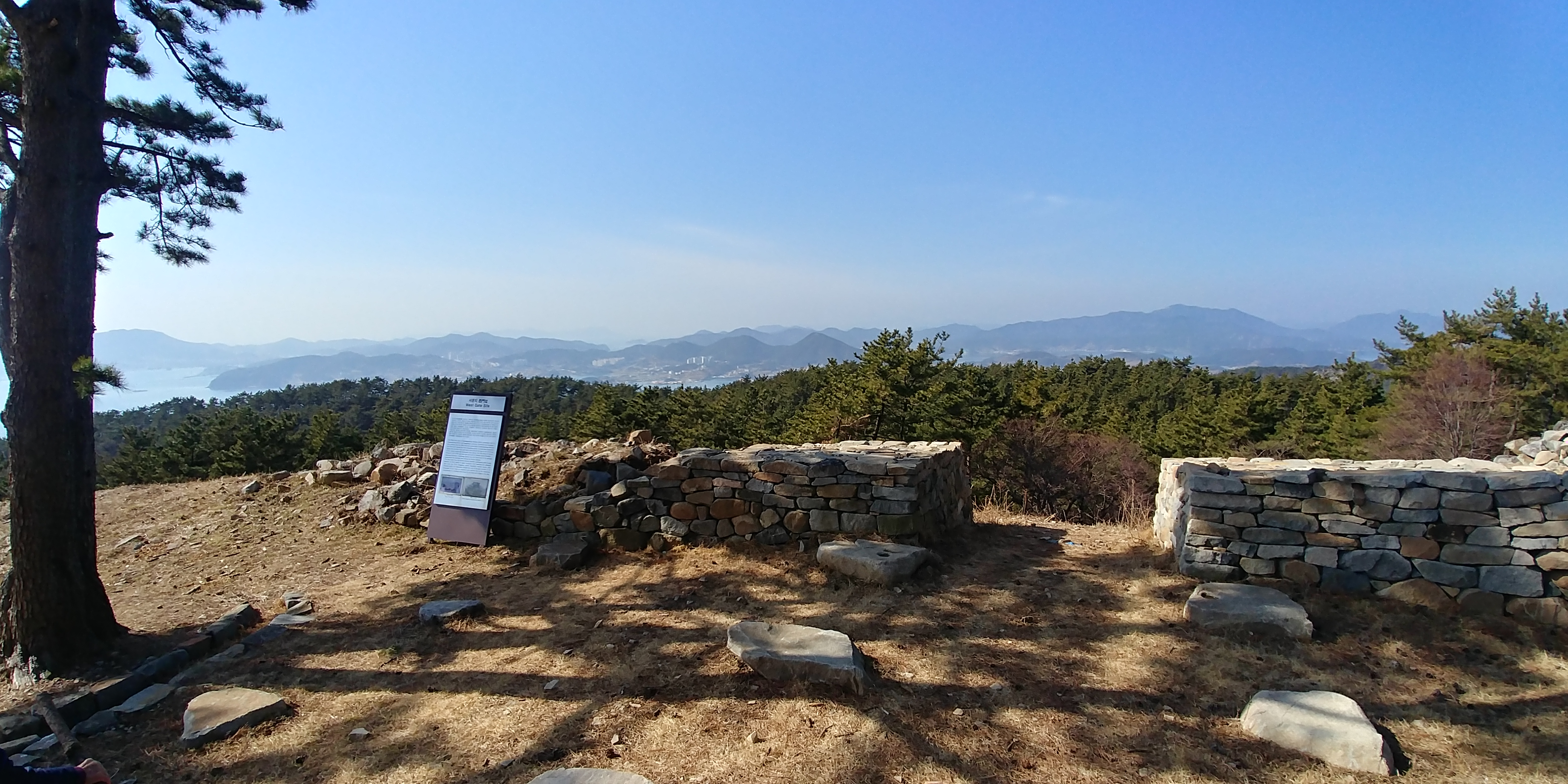
서문터
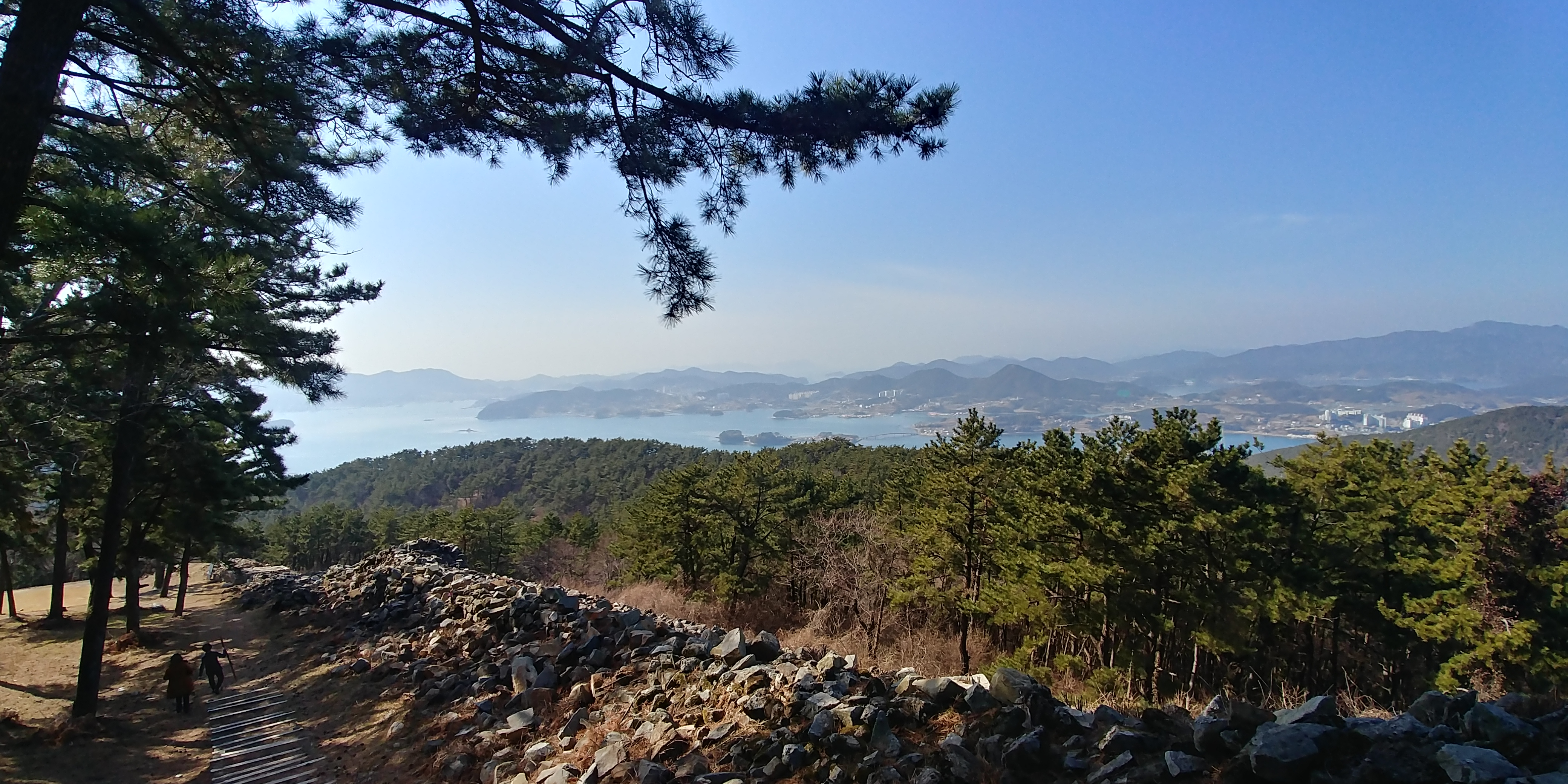
전망대에서 서문으로 내려가는 소로
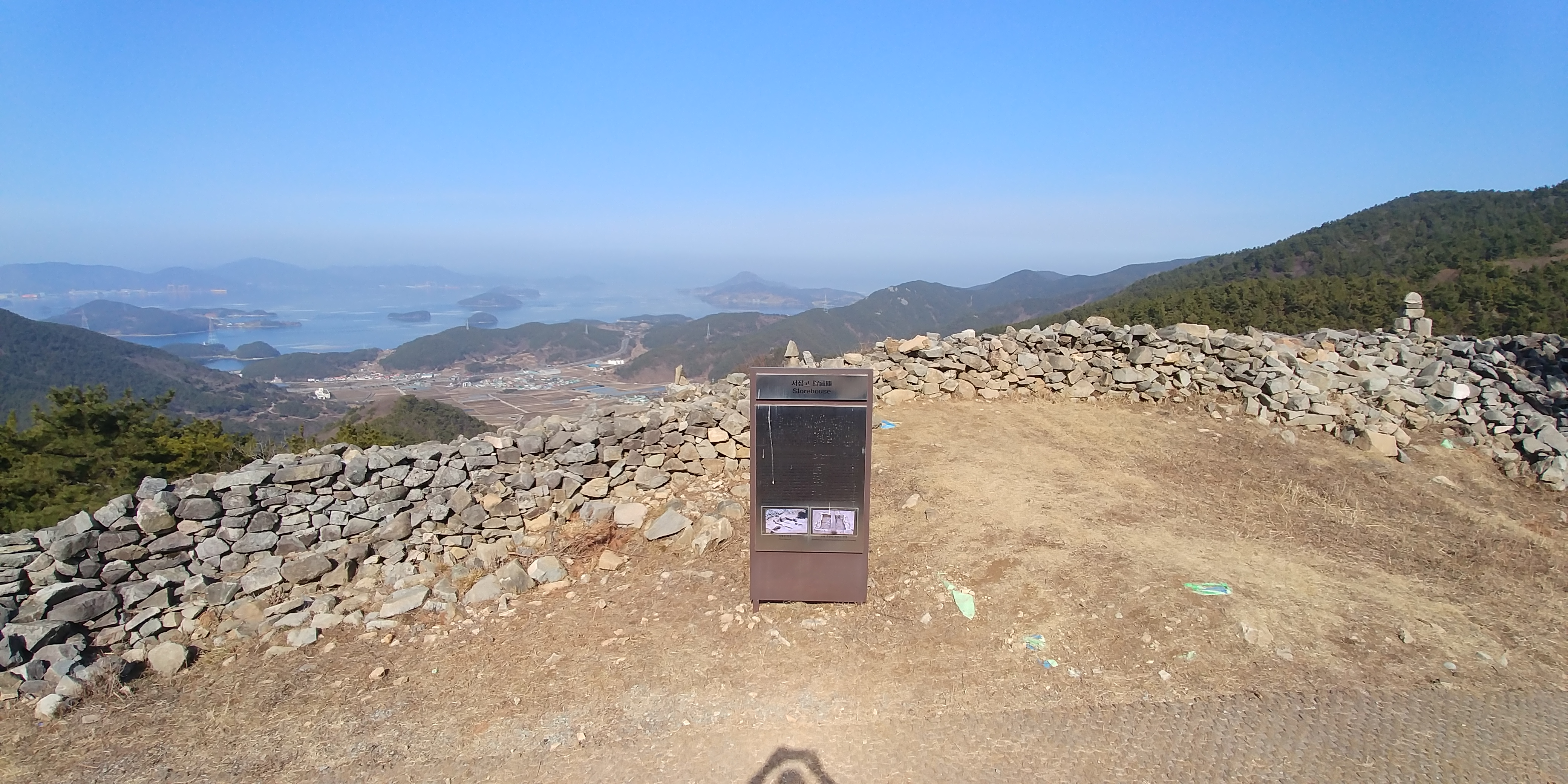
전망대 앞에 있는 창고터
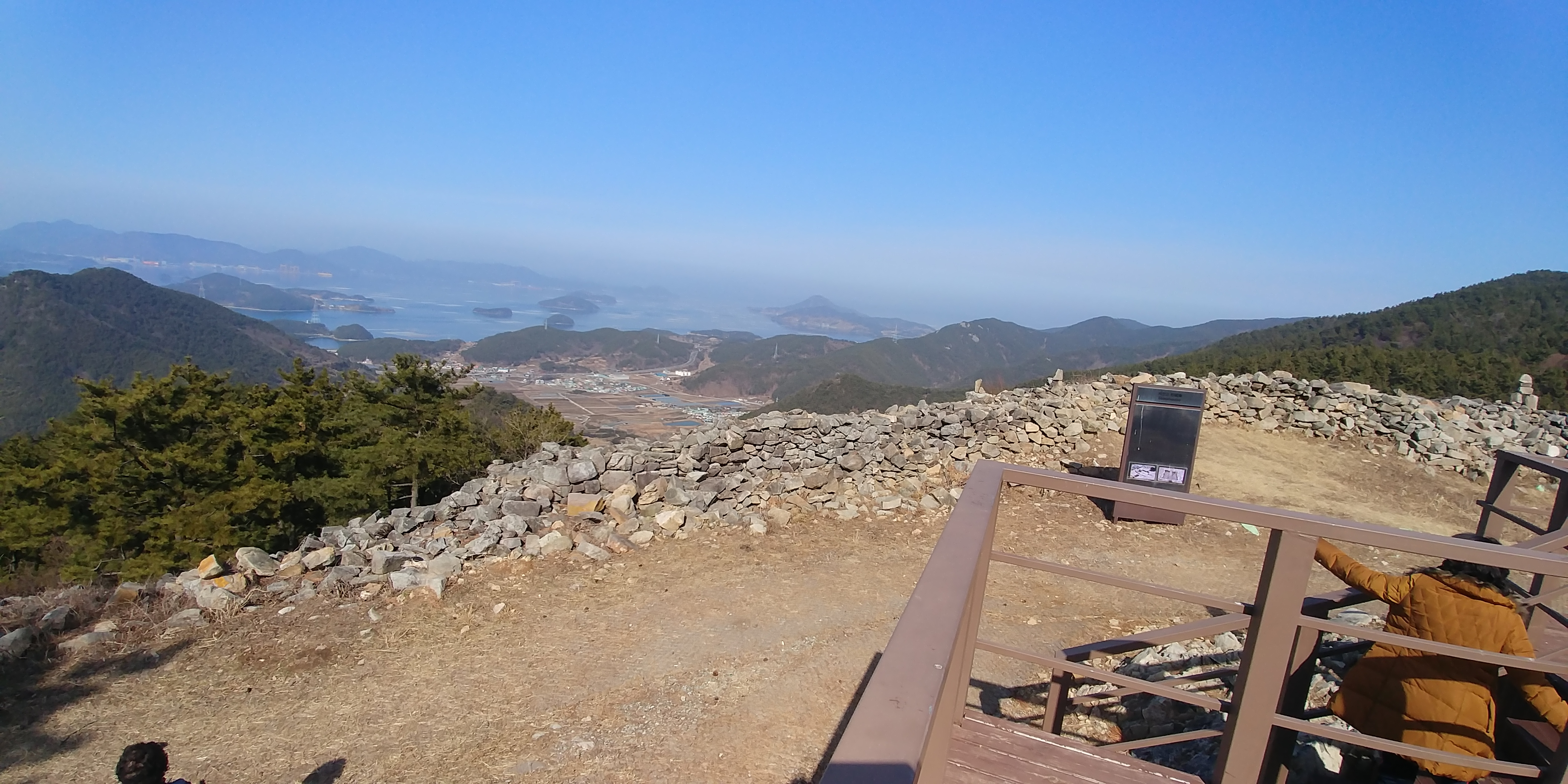
전망대와 창고터

## 참고 문헌
- 이 문서에는 다음커뮤니케이션(현 카카오)에서 GFDL 또는 CC-SA 라이선스로 배포한 글로벌 세계대백과사전의 "《거제 둔덕기성》" 항목을 기초로 작성된 글이 포함되어 있습니다.

## 참고 자료
- 거제 둔덕기성 - 국가유산청 국가유산포털